# William Dupree
William Dupree   (Saranac Lake, 7 de juny de 1909 - Bound Brook, 25 de febrer de 1955) fou un pilot de bob estatunidenc que va competir durant les dècades de 1930 i 1940. Era germà del també pilot de bob Donald Dupree.
El 1948 va prendre part en els Jocs Olímpics d'Hivern de Sankt Moritz, on guanyà la medalla de bronze en la prova de bobs a quatre del programa de bob. Formà equip amb Thomas Hicks, James Bickford i Donald Dupree. En el seu palmarès també destaca una medalla de bronze al Campionat del món de bob.